# 東本願寺上海別院
東本願寺上海別院（ひがしほんがんじシャンハイべついん）は中国の上海市にかつて存在した寺院で、現在の虹口区内に当たる武昌路と乍浦路の交差点に位置していた。
東本願寺は1874年（明治7年）から上海での布教活動を開始した。1876年（明治9年）、上海に「真宗東派本山東本願寺別院」が設立された。その後、東本願寺は教団内の紛争によりいったん中国布教から撤退し、1883年に再開したが、布教対象は在留日本人に限定した。1899年に清国開教本部を設置した。1908年に堂宇を新築した。寺院の周辺には多くの日本人が集まった。
東本願寺の中国での活動は政府に統制下に入っていたことから太平洋戦争終了後、敵性寺院として国民政府に接収され、閉鎖となった。寺院建築も1990年代に取り壊され、跡地にレストランが建てられた。